# Фулон, Жозеф-Альфред
Жозеф-Альфред Фулон (фр. Joseph-Alfred Foulon; 29 апреля 1823, Париж, королевство Франция — 23 января 1893, Лион, Франция) — французский кардинал. Епископ Нанси и Туля с 27 марта 1867 по 30 марта 1882. Архиепископ Безансона с 30 марта 1882 по 26 мая 1887. Архиепископ Лиона с 26 мая 1887 по 23 января 1893. Кардинал-священник с 24 мая 1889, с титулом церкви Сан-Эузебио с 30 декабря 1889.